# Taba (langue)
Pour les articles homonymes, voir Taba et Makian (homonymie).
Le taba, encore appelé makian oriental, en indonésien Makian Timur ou Makian Dalam (« makian de l'intérieur »), est une langue austronésienne parlée dans la province indonésienne des Moluques du Nord. Le nombre de ses locuteurs est d'environ 20 000 (1983), répartis entre l'est de l'île de Makian (18 000) et Kayoa (2 000).
Le taba est totalement différent du makian occidental, également parlé à Makian et Kayoa, qui fait partie de la famille des langues papoues occidentales.